# Bloedbad van Haditha
Het Bloedbad van Haditha is een massamoord, aangericht door een groep Amerikaanse mariniers, op 19 november 2005 in de stad Haditha in Irak.
In maart 2006 heropende het Amerikaanse leger een onderzoek naar de dood van marinekorporaal Miguel Terrazas en een aantal Iraakse burgers in Haditha volgend op een bomaanslag op de mariniers op 19 november, 2005.
De mariniers in kwestie beweerden oorspronkelijk dat 15 burgers gedood werden door de bomaanslag, maar op 27 mei 2006 berichtten westerse media dat 24 Irakezen gedood werden, en geen enkele daarvan door een bom, zoals eerder beweerd. Dit nieuws ging vooraf aan de uitkomst van een onderzoek door het leger zelf, waarin de dood van 24 ongewapende Irakezen — waaronder vrouwen en kinderen — bij een actie van 12 leden van de United States Marine Corps onderzocht wordt.
Uit foto's van de soldaten zelf en uit een video van een Iraaks student journalistiek zou blijken dat gedode Irakezen niet bij een militaire actie betrokken waren, en geen weerstand boden. Het vermoorden van burgers of van ongewapende personen is verboden door de krijgswet, volgens het Handvest van de Verenigde Naties, de Conventie van Den Haag en de Conventie van Genève en vormt een oorlogsmisdaad waarvoor de schuldigen voor een krijgsraad berecht kunnen worden.
Op 17 mei 2006 verklaarde congreslid John Murtha dat een intern onderzoek het verhaal zou bevestigen.
Op 21 december 2006 werden acht mariniers in beschuldiging gesteld naar aanleiding van het bloedbad. Bij het onderzoek bleek dat er een bermbom afging die een marinier doodde. Sergeant Frank Wuterich hield daarop een toevallig passerende taxi aan. Hij beval daarna de inzittenden uit te stappen, de taxichauffeur en vier tieners. Wuterich schoot deze dood en urineerde op het hoofd van een van de slachtoffers. Hierna arriveerde luitenant William Kallop. Hij meende dat er van omringende huizen uit geschoten werd en beval deze te zuiveren. De mariniers drongen daarna drie van de huizen aan de kant van de weg binnen. Ze hadden van Wuterich opdracht gekregen eerst te schieten en dan pas vragen te stellen. Het grootste deel van de burgers in het eerste en tweede huis werd gedood. In totaal werden er in de huizen negentien burgers gedood, waaronder drie peuters. Ze waren ongewapend en vermoedelijk niet bij de aanslag betrokken. De zaken tegen zes van de aangeklaagden werden in 2008 geseponeerd en een zevende werd vrijgesproken. Slechts Wuterich werd in 2012 veroordeeld, maar alleen voor plichtsverzuim. Hij kreeg een demotie tot de rang van soldaat maar geen gevangenisstraf. Drie officieren werden berispt wegen het afleggen van valse verklaringen, het uitlokken daarvan of het achterhouden dan wel vernietigen van bewijsmateriaal.